# Ike Ibeabuchi
Ike Ibeabuchi (gebürtig Ikemefula Charles Ibeabuchi; * 2. Februar 1973 in Isuochi, Nigeria) ist ein ehemaliger nigerianischer Schwergewichtsboxer.

## Leben
1990 fing er mit Boxen an, nachdem er Buster Douglas’ KO gegen Mike Tyson gesehen hatte. Er schlug Duncan Dokiwari zweimal. 1993 emigrierte Ibeabuchi in die USA und gewann unter Curtis Cokes 1994 lokale Amateurtitel in Texas.
Im Oktober 1994 gab er sein Profidebüt. Nach 16 Aufbaukämpfen kämpfte er am 7. Juni 1997 gegen den damals ungeschlagenen David Tua. In einem spektakulären Kampf mit einem für Schwergewichtsmaßstäbe ungewöhnlich hohen Tempo (1730 Schläge, davon 975 von ihm) konnte sich Ibeabuchi schließlich knapp nach Punkten durchsetzen. Damit galt er als in die Weltspitze aufgestiegen. Ibeabuchis 975 Schläge galt als Rekord im Schwergewicht, bis zum 6. Oktober 2000, als David Bostice gegen Ed Mahone 1044 Mal schlug.
Doch zu dieser Zeit begann er auch mit psychischen Problemen zu kämpfen. Schließlich entführte er den Sohn einer früheren Freundin und fuhr mit ihm absichtlich gegen den Pfeiler einer Brücke, wobei das Kind dauerhafte Schäden davontrug. Er wurde zwei Monate inhaftiert und zahlte an die Mutter des Kindes eine unbekannte Summe. Nach zwei weiteren Kämpfen traf er im März 1999 auf den ebenfalls ungeschlagenen Chris Byrd und gewann in Runde fünf durch technischen KO. 
Kurz darauf wurde Ibeabuchi wegen Vergewaltigung einer Stripteasetänzerin verhaftet und zu einer langjährigen Haftstrafe verurteilt. Er trat 1999 seine Haftstrafe im Gefängnis Lovelock Correctional Center in Lovelock, Nevada an. Im November 2015 wurde er entlassen.

## Belege
1. ↑  CompuBox

| Personendaten    | Personendaten                |
| ---------------- | ---------------------------- |
| NAME             | Ibeabuchi, Ike               |
| ALTERNATIVNAMEN  | Ibeabuchi, Ikemefula Charles |
| KURZBESCHREIBUNG | nigerianischer Boxer         |
| GEBURTSDATUM     | 2. Februar 1973              |
| GEBURTSORT       | Isuochi, Nigeria             |